# Шарль Олье де Нуантель
Шарль-Мари-Франсуа Олье, маркиз де Нуантель (1635 — 31 марта 1685, Париж) — французский дипломат, посол Франции в Османской империи; этнограф, первый собиратель сказок «Тысяча и одна ночь»; ценитель классической античности.
Для закрепления за французами полученных торговых прерогатив Шарль Олье де Нуантель предпринял в сентябре 1673 года из Константинополя 17-месячное путешествие по османским владениям. Со свитой он посетил острова Хиос и Киклады, позже Палестину и Египет. В 1674 году Олье де Нуантель посетил и Афины. С собой он взял художника — Жака Каррея, который создал серию рисунков уцелевших скульптур Парфенона. Хотя они были идеализированны и созданы под влиянием эстетики эпохи Возрождения, однако соответствовали современному представлению археологической точности. Именно они положены в основу всех известных реконструкций скульптурных композиций восточного и западного фронтона Парфенона. Репринт рисунков Жака Каррея с описанием приведен в книге братьев Этьен «Загадка античной Греции: Археология открытия».
В 1697 г. титул маркиза де Нуантель купил Луи де Бешамель, в честь которого назван соус бешамель.